# غونار لارسون
غونار لارسون (بالسويدية: Gunnar Larsson)‏ هو سباح سويدي، ولد في 12 مايو 1951 في مالمو في السويد.

## وصلات خارجية
- غونار لارسون على موقع SwimRankings.net (الإنجليزية)
- غونار لارسون على موقع قاعة مشاهير السباحة العالمية (الإنجليزية)
- غونار لارسون على موقع اللجنة الأولمبية الدولية (الإنجليزية)
- غونار لارسون على موقع أوليمبيديا (الإنجليزية)
- غونار لارسون على موقع اللجنة الأولمبية السويدية (السويدية)